# IFIT2
IFIT2 (англ. Interferon induced protein with tetratricopeptide repeats 2) – білок, який кодується однойменним геном, розташованим у людей на короткому плечі 10-ї хромосоми. Довжина поліпептидного ланцюга білка становить 472 амінокислот, а молекулярна маса — 54 632.
| 10         |  | 20         |  | 30         |  | 40         |  | 50         |
| ---------- |  | ---------- |  | ---------- |  | ---------- |  | ---------- |
| MSENNKNSLE |  | SSLRQLKCHF |  | TWNLMEGENS |  | LDDFEDKVFY |  | RTEFQNREFK |
| ATMCNLLAYL |  | KHLKGQNEAA |  | LECLRKAEEL |  | IQQEHADQAE |  | IRSLVTWGNY |
| AWVYYHMGRL |  | SDVQIYVDKV |  | KHVCEKFSSP |  | YRIESPELDC |  | EEGWTRLKCG |
| GNQNERAKVC |  | FEKALEKKPK |  | NPEFTSGLAI |  | ASYRLDNWPP |  | SQNAIDPLRQ |
| AIRLNPDNQY |  | LKVLLALKLH |  | KMREEGEEEG |  | EGEKLVEEAL |  | EKAPGVTDVL |
| RSAAKFYRRK |  | DEPDKAIELL |  | KKALEYIPNN |  | AYLHCQIGCC |  | YRAKVFQVMN |
| LRENGMYGKR |  | KLLELIGHAV |  | AHLKKADEAN |  | DNLFRVCSIL |  | ASLHALADQY |
| EDAEYYFQKE |  | FSKELTPVAK |  | QLLHLRYGNF |  | QLYQMKCEDK |  | AIHHFIEGVK |
| INQKSREKEK |  | MKDKLQKIAK |  | MRLSKNGADS |  | EALHVLAFLQ |  | ELNEKMQQAD |
| EDSERGLESG |  | SLIPSASSWN |  | GE         |  |            |  |            |

A: Аланін

C: Цистеїн

D: Аспарагінова кислота

E: Глутамінова кислота

F: Фенілаланін

G: Гліцин

H: Гістидин

I: Ізолейцин

K: Лізин

L: Лейцин

M: Метіонін

N: Аспарагін

P: Пролін

Q: Глутамін

R: Аргінін

S: Серин

T: Треонін

V: Валін

W: Триптофан

Задіяний у таких біологічних процесах, як апоптоз, імунітет, вроджений імунітет, противірусний захист, ацетилювання. 
Білок має сайт для зв'язування з РНК. 
Локалізований у цитоплазмі, ендоплазматичному ретикулумі.